# Friedrich Nicolai

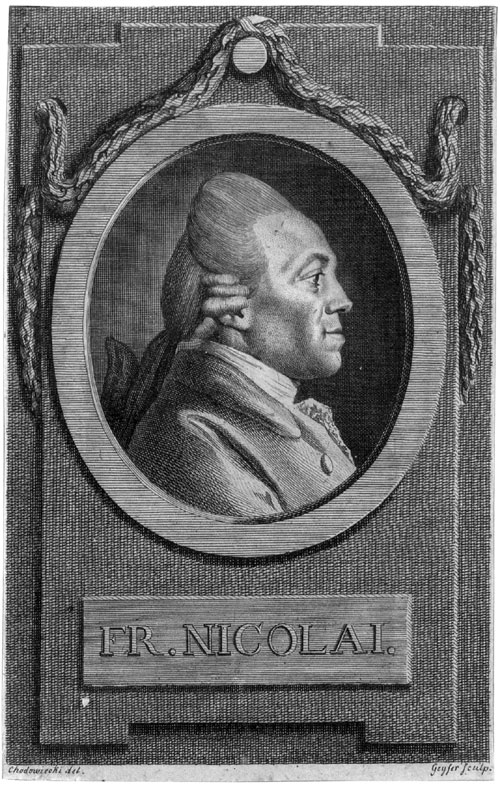
Friedrich Nicolai.

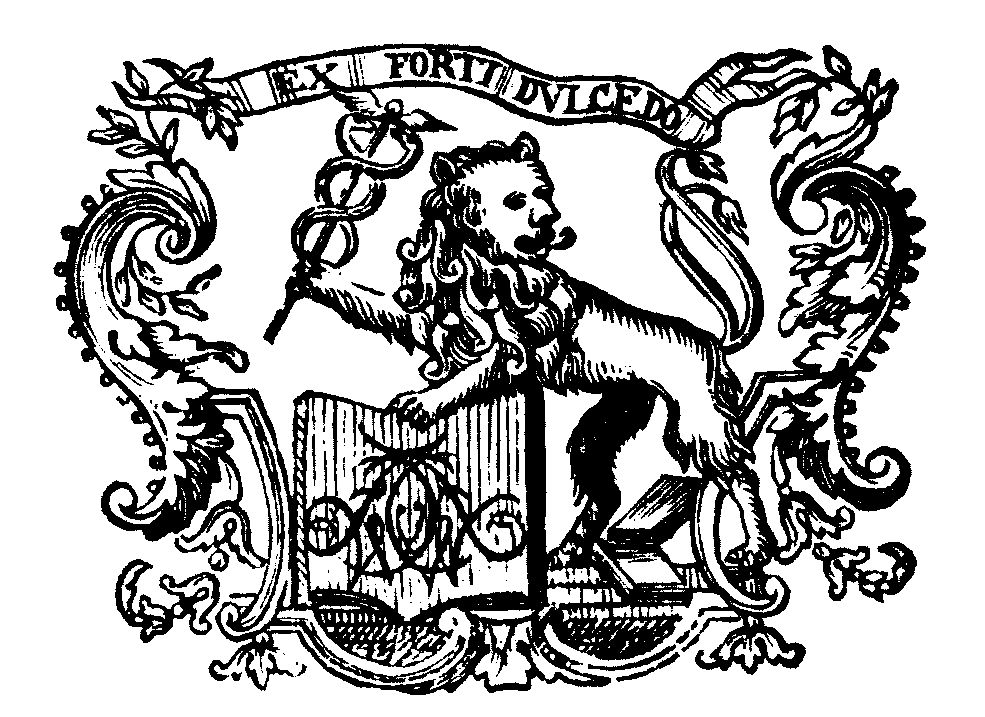
Typografisk märke Nicolai.

Christoph Friedrich Nicolai, född den 18 mars 1733 i Berlin, död där den 8 januari 1811, var en tysk skriftställare och förläggare.
Nicolai var som ung bokhandelslärling och hängav sig samtidigt med iver åt studier. Hans skrift Briefe über den itzigen Zustand der schönen Wissenschaften in Deutschland (1755, nytryck av Ellinger 1894) gjorde opposition såväl mot Gottsched som mot schweizarna. 
Vid denna tid hade han knutit vänskap med Gotthold Ephraim Lessing och Moses Mendelssohn, vilken senare blev en flitig medarbetare i Nicoais Bibliothek der schönen Wissenschaften und der freien Künste (1757–1758). Berömda uppsatser av Lessing finns i de första årgångarna av Nicolais andra tidskrift Briefe, die neueste Litteratur betreffend (24 band, 1759–1765). 
En härskande ställning inom tyska tidskriftsvärlden vann Nicolai genom Allgemeine deutsche Bibliothek (187 band, 1765–1792; fortsättning av andra 1793–1800 och åter av Nicolai 1800–1805), som blev det främsta organet för den deistiska upplysningen i Tyskland och i eftervärldens ögon urartade till den plattaste poesilöshet. 
Sedan Nicolai 1758 blivit ägare av familjens bokhandel i Berlin, författade han med stor flit bland annat resebeskrivningar, topografiska arbeten, biografier och romaner. Anmärkningsvärd är hans roman Das Leben und die Meinungen des Herrn Magister Sebaldus Nothanker (1773–1776; flera upplagor; svensk översättning 1788), som realistiskt skildrar små förhållanden och polemiserar mot ortodoxin i Tyskland.
Nämnas bör även den föga lyckade parodin Freuden des jungen Werthers (1775; svensk översättning 1798), som väckte mycken harm mot Nicolai, och den som oläsbart tråkiga ansedda polemiken Geschichte eines dicken mannes (2 band, 1794; "En tjock manns händelser", 1797). 
Han riktade oförtröttat sina vapen mot vantro och trångbröstad ortodoxi, mot pietister och jesuiter, men också i myndig och enligt många bedömare självkär ton mot de nyare riktningarna i filosofin och dikten. Han bemöttes och hånades av Goethe (i Faust) och Schiller (i Xenien), rönte en förkrossande behandling av Kant, Fichte och bröderna Schlegel (Friedrich Nicolais Leben und sonderbare Meinungen, 1801).